# Přerovská obora

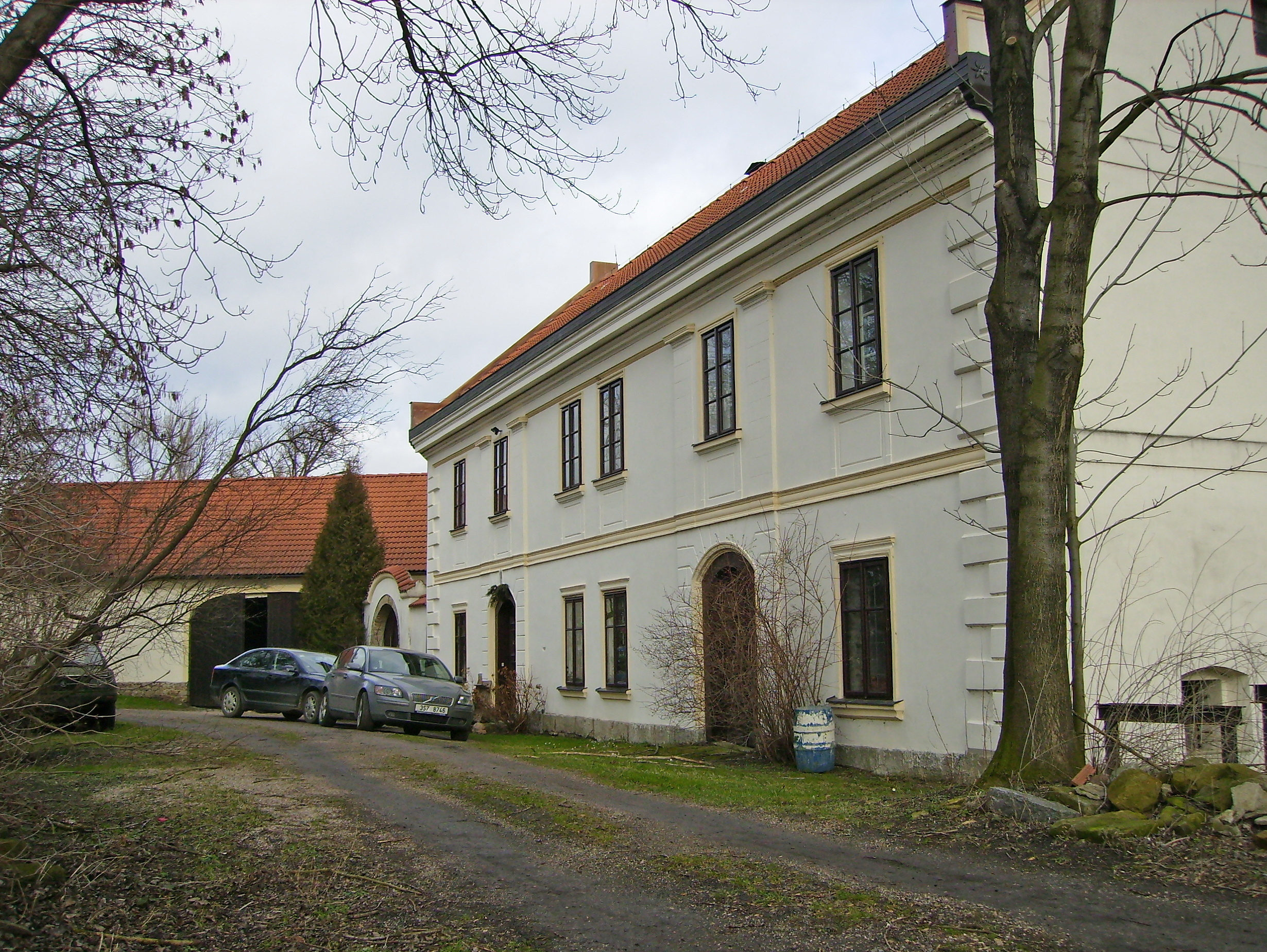
Přerovská obora v břístevské ulici Krátká

Přerovská obora je samostatným souborem staveb, který stojí mimo souvisle zastavěné území na území obce Bříství v okrese Nymburk, poblíž trojmezí s obcemi Přerova nad Labem a Mochov, nedaleko jižně od silnice II/611. Součástí souboru je nevelký oplocený les, který malou částí přesahuje i na území Přerova nad Labem.

## Historie
V minulosti se jednalo o Bendlův mlýn. Byl postaven v 18. století a dříve byl ve vlastnictví rodu Bendlů,[zdroj⁠?!] byl v majetku držitelů přerovského panství[zdroj⁠?!] (jeho součástí byly i okolní vsi) a nikdy nebyl v majetku majitelů přerovského panství.[zdroj⁠?!] Z té doby přetrvává označení Přerovská obora,[zdroj⁠?!] přestože většina staveb dnes leží v břístevském katastru.
V roce 1986 byl prodán.[zdroj⁠?!] Dnes[kdy?] je Přerovská obora citlivě zrekonstruovaná a sídlí zde firma,[kdo?] která provádí flockování.

## Doprava
V těsné blízkosti se nachází autobusová zastávka „Přerov nad Labem, rozc. u obory“, v níž zastavuje linka PID č. 398, která spojuje Prahu a Poděbrady. 

## Fotogalerie

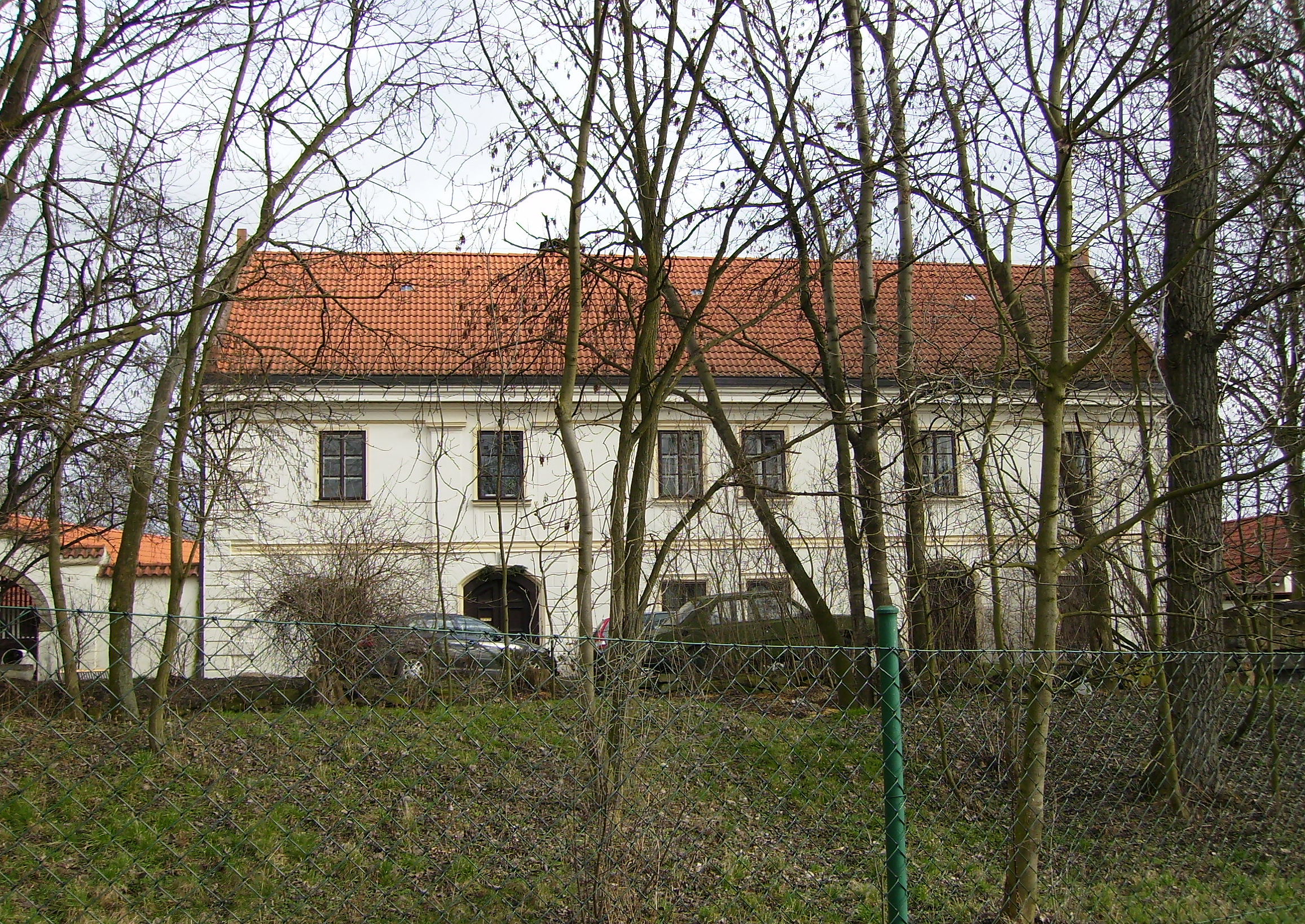
Přerovská obora ze západu
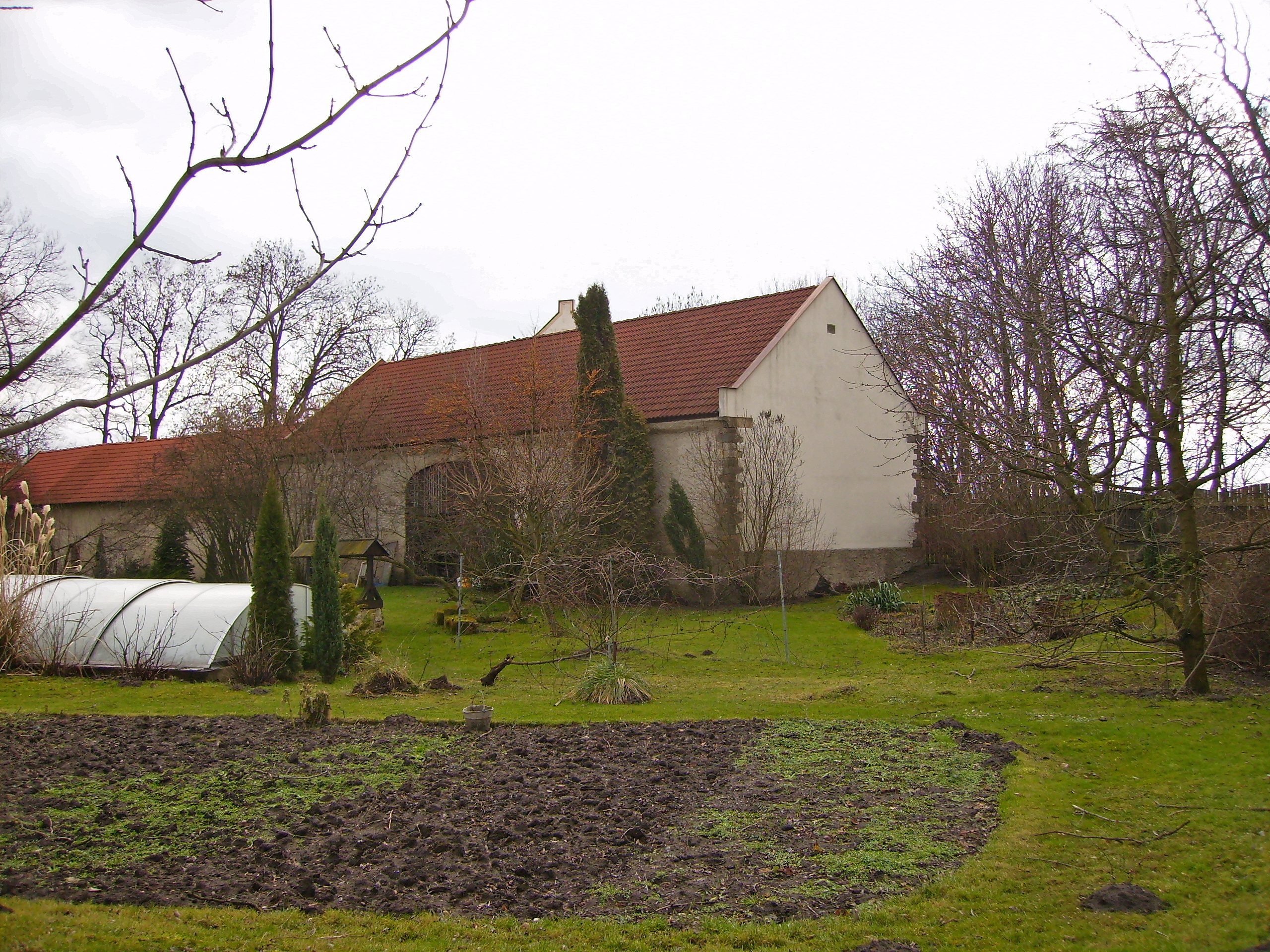
Přerovská obora od zastávky příměstského autobusu 398
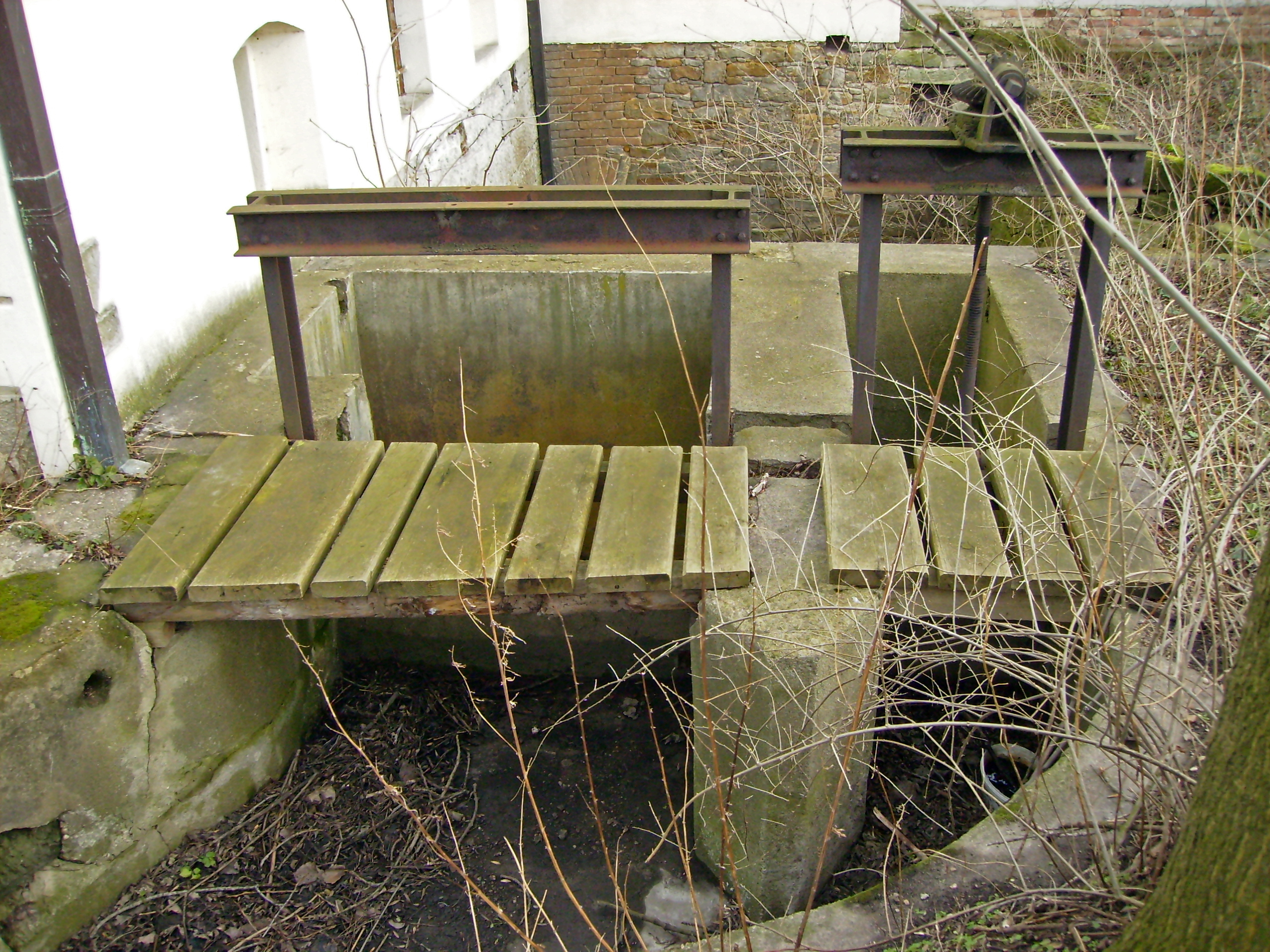
Nepoužívaný náhon
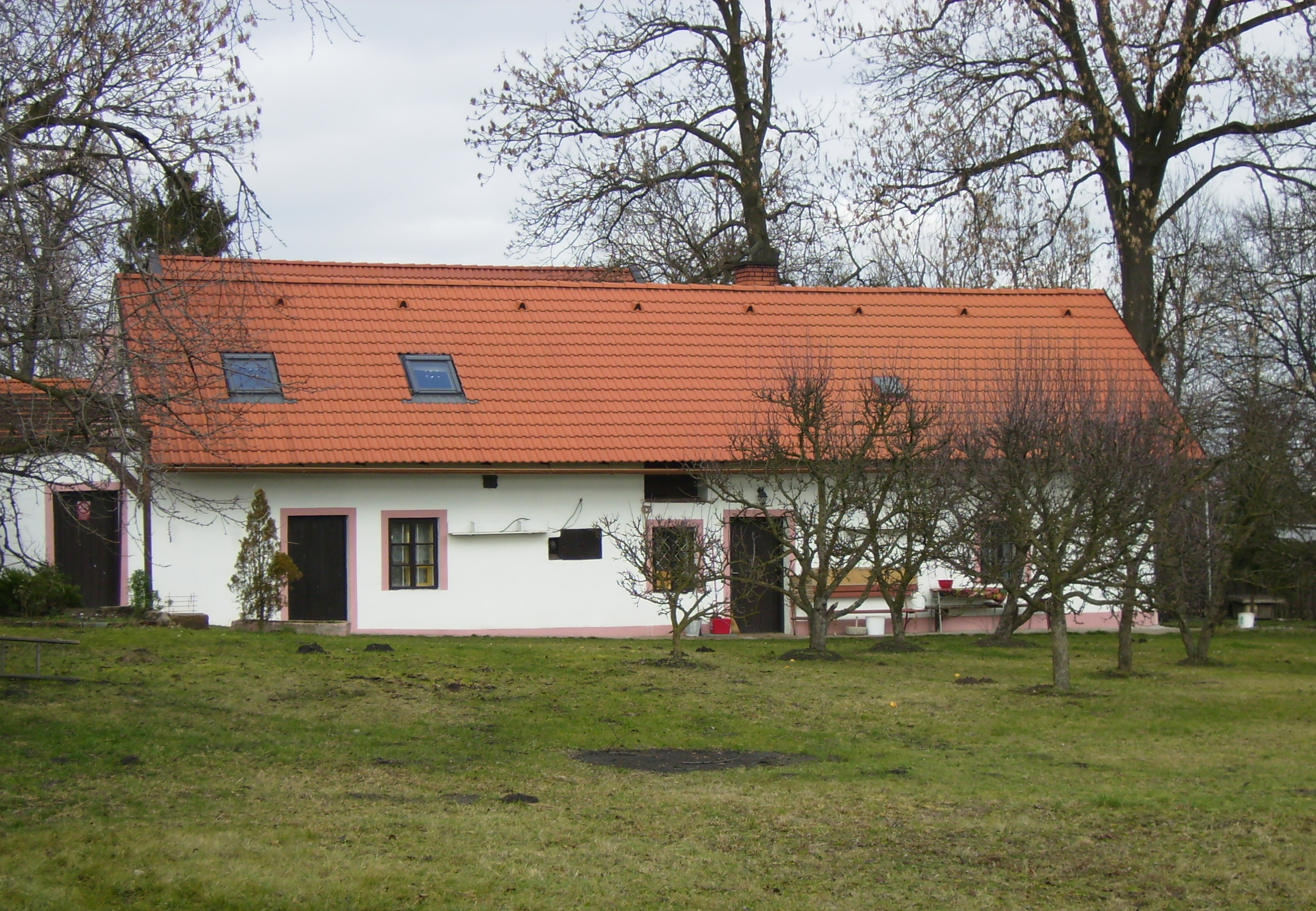
Menší domek vedle Přerovské obory